# Hojiblanca

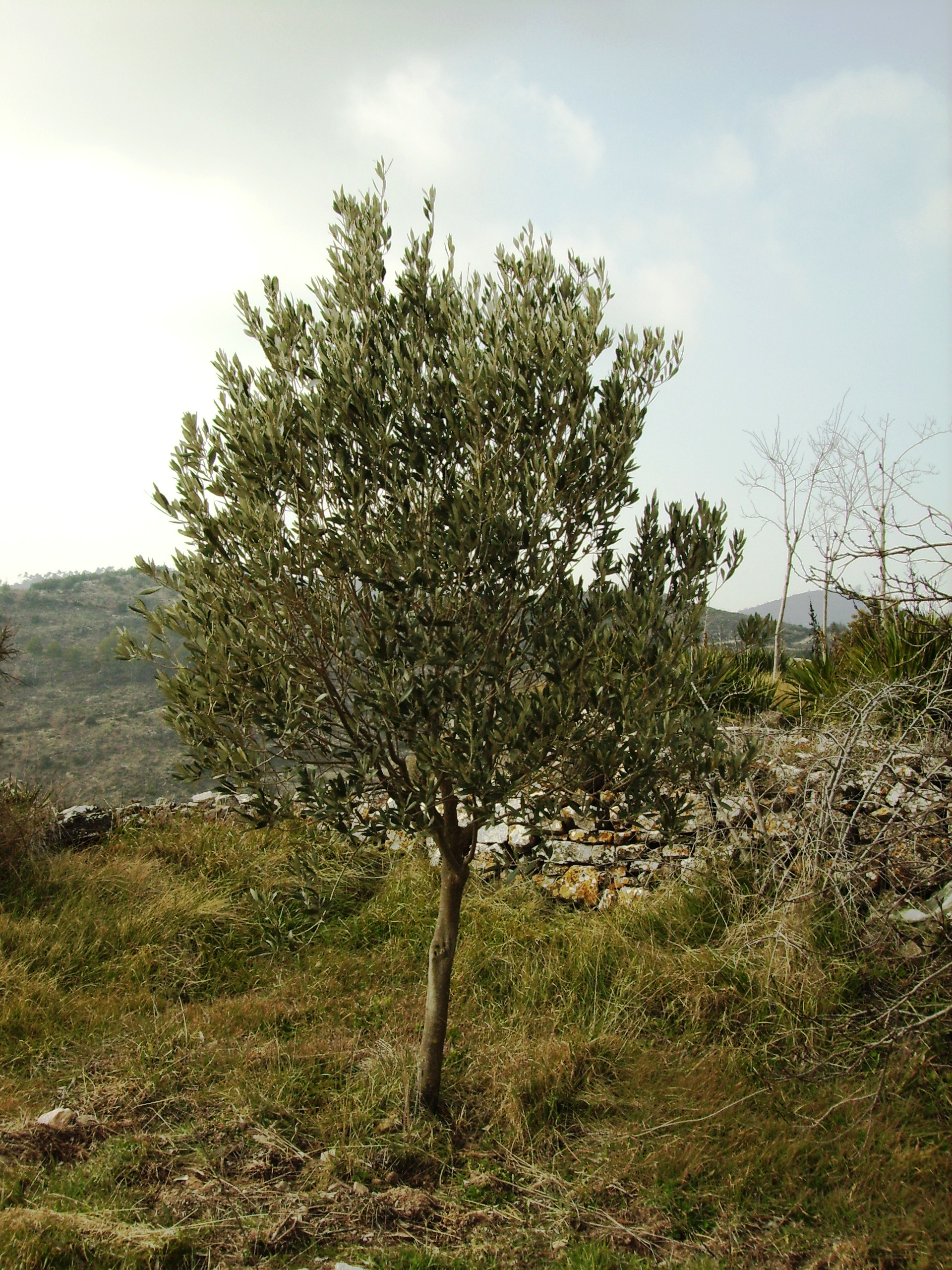
Hojiblanca de 16 anys

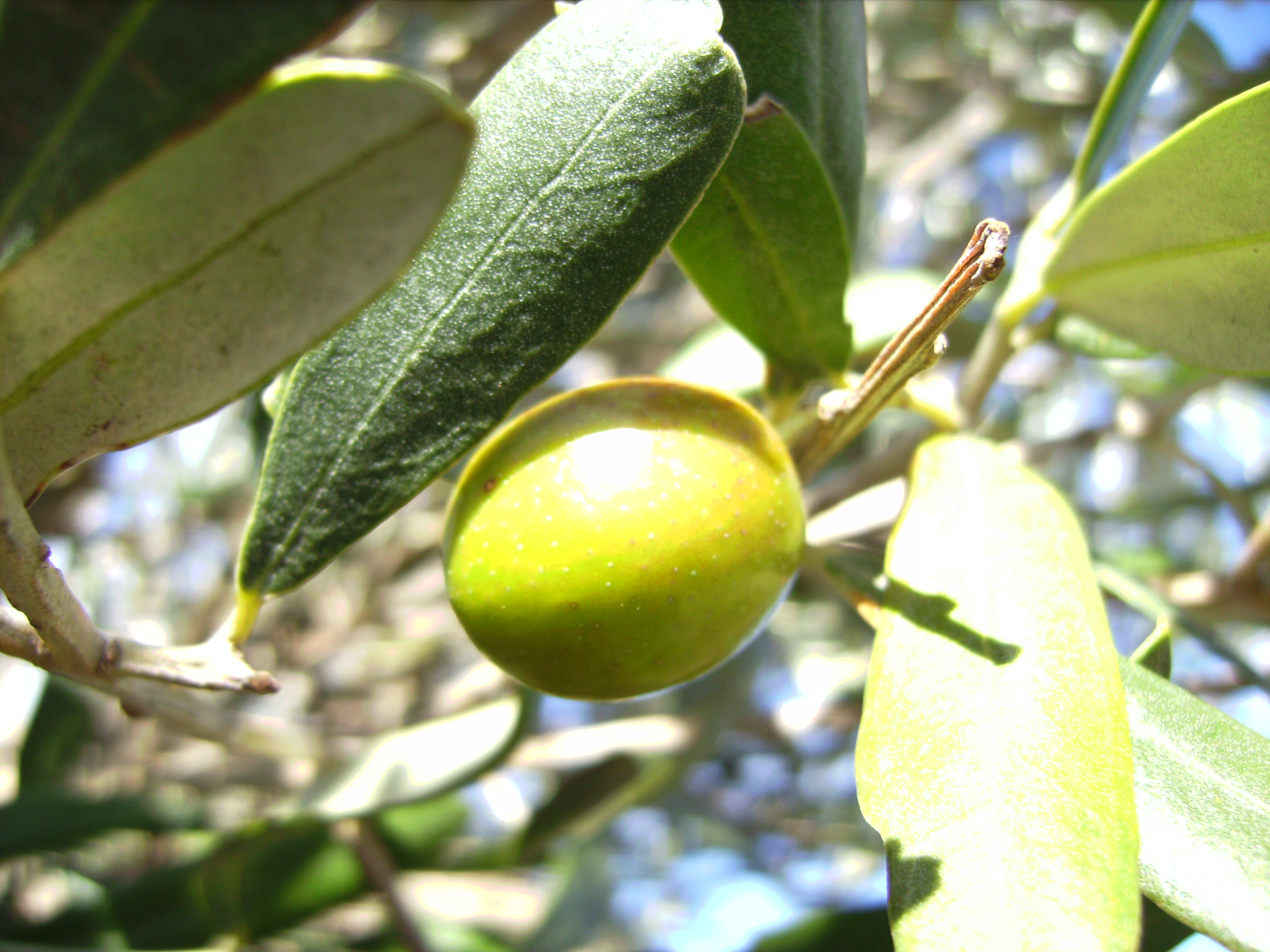
oliva de l'arbre anterior

L'hojiblanca és una varietat d'olivera.
És la tercera varietat espanyola pel que respecta a superfície conreada amb unes 200.000 ha a les províncies de Còrdova, Màlaga, Sevilla i Granada.

## Característiques agronòmiques
Varietat de vigor mitjà i resisten al sòl calcari. Considerada rústega per la seva resistència a la sequedat i la tolerància al fred de l'hivern.. El temps que tarda a entrar en producció des de la plantació és com la mitjana de les varietats Es pol·linitza amb pol·len de la mateixa varietat. L'oliva que té un pes elevat de més de 6 grams, madura en època tardana. La productivitat és elevada però alternant, ja que és afectada pel fenomen de la contranyada. Resulta difícil la collita mecànica, ja que els fruits tenen gran resistència a desprendre's de l'arbre.

## Usos
Tant es pot utilitzar per a fer oli com per a oliva de taula. En aquest darrer cas, gràcies a la bona consistència de la polpa, es fan en negre a l'estil californià. El contingut d'oli de les olives és baix però resulta de gran qualitat encara que de baixa estabilitat